# Brauners Felseidechse
Brauners Felseidechse (Darevskia brauneri), auch Westkaukasische Felseidechse genannt, ist eine Art der Kaukasischen Felseidechsen innerhalb der Familie der Echten Eidechsen. Sie lebt im Kaukasus und galt lange Zeit als Unterart der Felseidechse.

## Merkmale, Unterarten und Verbreitung
Mittelgroße Felseidechsen-Art mit einer Gesamtlänge von 22 cm. Sie variiert über ihr Gesamtareal beträchtlich und ähnelt der Felseidechse, von der sie biochemisch als Art abgegrenzt wurde.
Die Unterart Darevskia brauneri brauneri, deren Synonym Darevskia brauneri darevskii ist, lebt vom nordwestlichen Kaukasusvorland in Russland über den nordwestlichen und südwestlichen Kaukasus bis zur Rioni-Ebene im Westen von Georgien. Es kommen kurz- und langköpfige Morphen vor. Die Kopf-Rumpf-Länge der Männchen beträgt bis 7,6 cm, die der Weibchen bis 7,1 cm. Die Oberseite ist bei beiden Geschlechtern grasgrün oder bräunlich-grau gefärbt, wobei in der Fortpflanzungszeit das Grün der Männchen besonders ausgeprägt ist. Darauf finden sich kleine dunkle, unregelmäßig angeordnete Flecken. An den Seiten finden sich kräftige dunkle Flecken, die zu einem Netzmuster verschmelzen können. Die Unterseite variiert bei beiden Geschlechtern besonders stark und ist weißlich, bläulich, gelblich, gelbgrün oder zitronen- bis dottergelb.
Die Unterart Darevskia brauneri myusserica ist nur lokal an der Schwarzmeerküste in der Republik Abchasien nachgewiesen, im Pitsunda-Myussera-Reservat und bei Gagra. Die Männchen erreichen bis zu 21 cm Gesamtlänge und eine Kopf-Rumpf-Länge von 6,7 cm, die Weibchen eine Gesamtlänge bis zu 18 cm und eine Kopf-Rumpf-Länge von 6,3 cm. Zwischen Auge und Trommelfell befindet sich meist ein auffällig großes Schläfenschild (Massetericum). An den Seiten hat die Unterart kräftige dunkle Flecken, die zu einem Netzmuster verschmelzen. Weibchen mit einer grauen oder hellgrauen Oberseite, Kehle und Bauch sind weißlich.

## Verwechslungsarten
Die Kaukasische Wieseneidechse (Darevskia pontica) ist oberseits nicht grün und weist ein breites mittelbraunes Rückenband auf. Bei ihr fehlt auch das Netzmuster, das Brauners Felseidechse an den Flanken aufweist. Die Kielschwanz-Felseidchse (Darevskia rudis) hat vergrößerte, scharf gekielte Schuppen auf der Oberseite des vorderen Schwanzdrittels. Die Artviner Felseidechse (Darevskia derjugini) weist eine gezackte dunkle Zeichnung an den Schwanzseiten auf, die wie eine Reihe dunkler Rauten aussieht, während sich an den Schwanzseiten von D.brauneri isolierte dunkelbraune Flecken finden.

## Lebensraum
Von Meeresspiegelhöhe bis mindestens 1100 m über NN im Kaukasus. Die Art besiedelt verschiedenartige Felslebensräume, wie Geröllflächen, große Felsblöcke an Flussufern, aus der Vegetation ragende Steine, felsige Straßenböschungen, aber findet sich auch an Baumstämmen im Wald. Ebenfalls bewohnt werden Ruinen, Gebäudewände, aufgeschichtete Holzhaufen, Zäune, die unteren Bereiche von Dämmen, Brücken und Aquädukten und steile Felsen an der Schwarzmeerküste. Sie bewohnt ähnliche Lebensräume wie die Felseidechse (Darevskia saxicola).

## Lebensweise
Die Jahresaktivität entspricht meist der der Felseidechse. An der Schwarzmeerküste kann sie in Jahren mit milden Wintern 10–11 Monate betragen. Auch Fortpflanzung und Nahrung entsprechen der von Darevskia saxicola. Als Fressfeind wurde die Schlingnatter nachgewiesen.
Im Sommer ist die Art am besten zwischen 9–11 und 16–17 Uhr zu beobachten.

## Gefährdung
Die IUCN listet die Art als nicht gefährdet (least concern) mit einer stabilen Population. Die Art ist häufig und in ihrem Verbreitungsgebiet die dominierende Art der Felseidechsen-Gruppe.